# Negeniaspidius
Negeniaspidius är ett släkte av steklar som beskrevs av Trjapitzin 1982. Negeniaspidius ingår i familjen sköldlussteklar.